# عضلة باسطة للخنصر
العضلة الباسطة للخنصر (بالإنجليزية: Extensor digiti minimi muscle)‏ في علم تشريح الإنسان، هي أحد عضلات الطرف العلوي.